# Die Königin vom Broadway
Die Königin vom Broadway (Originaltitel: My Gal Sal) ist ein US-amerikanisches Filmmusical von Irving Cummings aus dem Jahr 1942 mit Rita Hayworth und Victor Mature. Als Vorlage diente die Geschichte My Brother Paul von Theodore Dreiser.

## Handlung
Der junge Paul Dresser verlässt um die Jahrhundertwende sein Elternhaus, um in der großen Stadt ein berühmter Komponist zu werden. Unterwegs wird er von einer wütenden Volksmenge in einer einsamen Gegend ausgesetzt und von der hübschen Künstlerin Mae Collins aufgelesen. Von nun an reist er mit Mae und ihrer Truppe von Ort zu Ort. Sie spielen zwar nur auf kleinen Bühnen mit wenig Publikum, aber Paul ist dennoch zufrieden. Nichts ahnend von seinem eigenen Genie, schreibt und singt er seine Lieder zum Klavier. Eines Tages befindet sich unter den Zuschauern eine selten schöne Frau namens Sally Elliott, die sich nur zu gern über den eher lächerlich gekleideten Paul zu amüsieren scheint. Ihr Begleiter, Fred Haviland, beruhigt den wütend gewordenen Paul und lädt ihn zu einer großen Revue nach New York ein. Auf einmal will sich Paul mit der Bretterbühne nicht mehr begnügen. Sein Ehrgeiz ist geweckt und er ist entschlossen, dieser Sally Elliott zu zeigen, was in ihm steckt.
Wie sich herausstellt, ist Sally eine gefeierte Sängerin am Broadway. In New York angekommen, schließt Paul alsbald einen Vertrag mit einem Musikverlag ab, für den er fortan einen Hit nach dem anderen schreibt. Sally ist begeistert von den neuen Liedern, ohne zunächst zu wissen, dass sie aus Pauls Feder stammen. Sie ist mehr als überrascht, als sie erfährt, wem sie ihre großen Erfolge zu verdanken hat. Aber Paul will mehr. Er zieht in ihr Hotel in das Zimmer gegenüber, umwirbt sie mit Aufmerksamkeit und widmet ihr zahlreiche Liebeslieder. Sally kann sich seinem eifrigen Werben nicht länger erwehren und willigt ein, seine Frau zu werden. Fortan genießen beide jede freie Minute, die sie zusammen verbringen können.
Nachdem die vermögende Gräfin Mariana Rossini Paul zu einer ihrer Gesellschaften eingeladen hat, steigt dieser am nächsten Morgen angeheitert aus der Kutsche der Gräfin. Sally trifft ihn dabei an und wirft ihm in einem Anflug von Eifersucht den Verlobungsring vor die Füße. Sie ist derart wütend, dass sie aus Rache zur Schere greift und in Pauls Suite dessen geliebte Seidenanzüge zerschneidet. Als Paul die Verwüstung in seinem Zimmer entdeckt, rächt er sich auf die gleiche Weise. Er stürmt in Sallys Zimmer, woraufhin ihre Kleider ebenfalls der Schere zum Opfer fallen. Sein Toben wiederum bewegt das Dienstmädchen dazu, die Polizei zu alarmieren, die Paul kurzerhand ins Gefängnis steckt. Nachdem Paul sein Unrecht eingesehen hat, reist er Sally von Stadt zu Stadt hinterher. Doch sie will ihn nicht sehen. Und so komponiert er eine Revue unter falschem Namen. Es wird sein Meisterstück. Sally, die erneut unwissentlich Pauls Lieder singt, wird umjubelt wie nie zuvor. Sie will daher den Komponisten unbedingt kennenlernen. Als sich dieser als Paul zu erkennen gibt, schäumt sie vor Wut. Doch dann sieht sie ein, dass sie und Paul zusammengehören.

## Hintergrund

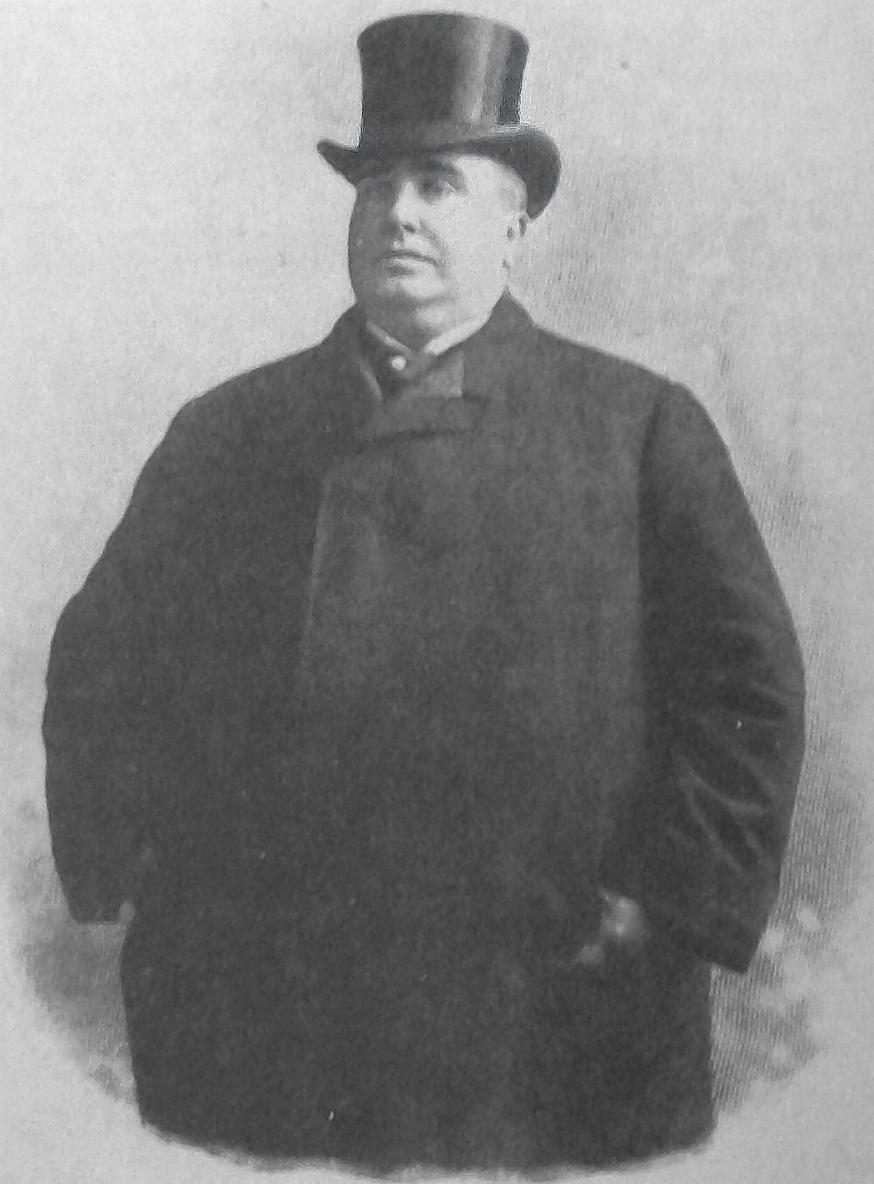
Paul Dresser (1897)

Die Königin vom Broadway erzählt die Lebensgeschichte des amerikanischen Komponisten und Songschreibers Paul Dresser basierend auf der Geschichte My Brother Paul von Dressers Bruder, dem Schriftsteller Theodore Dreiser. Dieser ist auch im Film als kleiner Junge, gespielt von Barry Downing, zu sehen. Paul Dresser wurde als Paul Dreiser 1857 in Terre Haute, Indiana, geboren und schrieb im Laufe seines Lebens mehr als 400 Songs. Er starb 1906 im Alter von 48 Jahren an einer Herzkrankheit.
Die Rolle der Sängerin Sally Elliott wurde von den Drehbuchautoren als fiktiver Charakter in die Handlung eingeführt, um eine Referenz zu Dressers größtem Hit My Gal Sal zu ermöglichen. Ursprünglich war Alice Faye für die Titelrolle vorgesehen, doch aufgrund einer Schwangerschaft verließ sie das Projekt. Betty Grable sollte für sie einspringen, lehnte aber wegen Überarbeitung das Angebot ab. Daraufhin fiel die Rolle der Sally Elliott an Rita Hayworth, nachdem diese 1941 mit König der Toreros und Reich wirst du nie große Erfolge gefeiert hatte. Die Dreharbeiten fanden vom 26. Dezember 1941 bis 27. Februar 1942 statt.
Die Königin vom Broadway wurde am 30. April 1942 in New Yorks Roxy Theatre uraufgeführt. In Deutschland kam das Filmmusical im Oktober 1949 in die Kinos.

## Musik- und Tanznummern
- I’se Your Honey If You Wants Me, Liza Jane (Paul Dresser)
- On the Gay White Way (Ralph Rainger)
- Come Tell Me What’s Your Answer, Yes or No? (Dresser)
- Oh, the Pity of It All (Rainger)
- Here You Are (Rainger)
- The Convict and the Bird (Dresser)
- On the Banks of the Wabash (Dresser)
- Me and My Fella and a Big Umbrella (Rainger)
- Mr. Volunteer (Dresser)
- My Gal Sal (Dresser)

## Kritiken
Daily Variety zufolge biete Die Königin vom Broadway „lebhafte, fröhliche Musicalunterhaltung“. Der Film sei „mit viel Farbe, Songs und Bewegung ausgestattet und dürfte alle Kinogänger, jung wie alt, mitreißen“. Rita Hayworth, „umschmeichelt von Technicolor und gekleidet in schönen Kostümen“, mache „eine gute Figur als Musicalstar“. Rob Wagner schrieb seinerzeit im Script Magazine, dass der Film „spektakulär ausgestattet“ sei und mit „herrlichen Kostümen von Gwen Wakeling“ aufwarten könne. Dabei mache einen die Kameraarbeit von Ernest Palmer glauben, „dass Technicolor erfunden wurde, nur um zu beweisen, wie wunderschön Rita Hayworth ist“.
Laut Bosley Crowther von der New York Times seien die Tanznummern „brillant ausgestattet, geschickt ausgeführt und von sorgenfreier Fröhlichkeit“. Rita Hayworth tanze „anmutig“ und „mit großer Ausstrahlung“. Auch singe sie „mit einer erfreulich hauchigen Stimme“ und kokettiere „mit beachtlicher Raffinesse in einer Vielzahl von Kostümen“. Victor Mature mache „eine schneidige Figur als unverschämter Komponist“. Ebenso könnten auch James Gleason, Walter Catlett und John Sutton in ihren Nebenrollen überzeugen. Variety befand, dass Mature zwar „eine solide Vorstellung als Songschreiber“ liefere, es jedoch Rita Hayworth sei, „die von ihrer ersten Szene an die Aufmerksamkeit auf sich zieht“. Das US-Magazin Life konstatierte, dass der Film, der „herrliches Technicolor“ vorweisen könne, mit den Musicalnummern „überladen“ wirke. Dennoch könne er „mit seinem altmodischen Glamour und dem schwungvollen Tanzen von Rita Hayworth“ punkten.
Für Hans J. Wollstein vom All Movie Guide war Die Königin vom Broadway rückblickend „Eskapismus pur, aber noch immer so unterhaltsam wie damals, als der Film in New Yorks Roxy Theatre seine Premiere feierte“.

## Auszeichnungen
Bei der Oscarverleihung 1943 wurde der Film mit einem Oscar in der Kategorie Bestes Szenenbild in einem Farbfilm ausgezeichnet, wofür Richard Day, Joseph C. Wright und Thomas Little verantwortlich waren. In der Kategorie Beste Filmmusik in einem Filmmusical, in der Die Königin vom Broadway ebenfalls nominiert war, musste sich Komponist Alfred Newman der Filmmusik von Ray Heindorf und Heinz Roemheld in Yankee Doodle Dandy geschlagen geben.

## Deutsche Fassung
Die deutsche Synchronfassung entstand 1950 unter der Synchronregie von Helmut Brennicke und nach dem Dialogbuch von Edith Schultze-Westrum in München.
| Rolle            | Darsteller     | Synchronsprecher    |
| ---------------- | -------------- | ------------------- |
| Sally Elliott    | Rita Hayworth  | Ilse Werner         |
| Paul Dresser     | Victor Mature  | Curt Ackermann      |
| Fred Haviland    | John Sutton    | Wolfgang Eichberger |
| Pat Hawley       | James Gleason  | Anton Reimer        |
| Col. Truckee     | Walter Catlett | Bum Krüger          |
| John L. Sullivan | John Kelly     | Rudolf Reiff        |
| De Rochemont     | Curt Bois      | Harald Wolff        |